# Fatah al-Intifadah
Fatah al-Intifadah is Palestijns militante groepering die zich tussen 1980 en 1983 afscheidde van de Fatah-beweging. De beweging heeft een pro-Syrische visie.
Eind 2006 splitste de soennitische extremistische Fatah al-Islam zich van de Fatah al-Intifadah af.